# Isla Foch
Isla Foch (en francés: Île Foch) es una de las Islas Kerguelen situada cerca de la costa norte de Grand Terre, la isla principal.
Está separada de la isla principal solo por un angosto brazo de mar, el estrecho Tucker. Limita con la isla Saint-Lanne Gramont en el noroeste, de la cual está separada por la Bahía de Londres (Baie de Londres). En el punto noreste limita con Mc Murdo y la Isla Howe.
Es la segunda isla más grande del archipiélago (con 206 km²). El punto más alto se llama la Pirámide mexicana (la Pyramide Mexicaine), a 687 metros.

## Área protegida
Dado que es la isla más grande del archipiélago sin especies introducidas (sin conejos, gatos, ratones o ratas), Isla Foch se utiliza como referencia para estudiar el ecosistema original de la Isla Kerguelen. Para evitar la introducción accidental de especies, el acceso está muy regulado, siendo restringido a las misiones de científicos.